# Núcleo olivar inferior
El núcleo olivar inferior (ION por sus siglas en inglés) es una estructura que se encuentra en el bulbo raquídeo, debajo del núcleo olivar superior. En los vertebrados, se sabe que el ION coordina las señales de la médula espinal al cerebelo para regular la coordinación motora y el aprendizaje. Se ha demostrado que estas conexiones están estrechamente asociadas, ya que la degeneración del cerebelo o del ION provoca la degeneración del otro.
Las neuronas del ION son glutamatérgicas y reciben señales inhibitorias a través de receptores GABA. Existen dos poblaciones distintas de receptores GABAα que se organizan espacialmente dentro de cada neurona presente en el ION. La composición de los receptores GABAα varía en función de su localización en la neurona ION y se desconoce la razón de esta distribución espacial. Se ha propuesto que las distintas poblaciones de receptores GABAα permiten una regulación ajustada dentro del ION.

## Estructura
El núcleo olivar inferior (ION) tiene una estructura laminar distintiva que alberga los cuerpos celulares de las fibras olivocerebelosas. Estas neuronas son la principal fuente de entrada del cerebelo y sus axones se denominan fibras trepadoras. Estas fibras trepadoras abandonan el ION medialmente a través del hilio, cruzan la línea media y ascienden al cerebelo a través del pedúnculo cerebeloso inferior. El objetivo de cada fibra trepadora es una neurona específica del cerebelo denominada célula de Purkinje. Durante el desarrollo, hay múltiples fibras trepadoras en una célula de Purkinje, pero éstas se podan durante el desarrollo postnatal, dejando así una célula de Purkinje madura con una sola fibra trepadora.
Existen tres componentes principales del ION.
1. Núcleo olivar primario (PO) - Es la principal estructura laminar, y sus pliegues distintivos pueden verse claramente.[6]
  - El PO recibe señales de otros componentes del tronco encefálico, como el núcleo rojo y el N. Darkschewitsch. El PO también recibe señales de la corteza cerebral.[6]
  - El PO se dirige al cerebelo intermedio, así como a los hemisferios cerebelosos.[6]
2. Núcleo olivar accesorio medial (MAO) - Este núcleo se encuentra entre el PO y las pirámides. Se visualiza como una lámina curva.[6]
  - El MAO recibe señales del tectum y del pretectum.[6]
  - Las fibras ascendentes del MAO hacen sinapsis con el vermis, el flóculo y los hemisferios cerebelosos.[6]
3. Núcleo olivar accesorio dorsal (DAO) - Este núcleo también es una lámina curvada. Es el núcleo más pequeño del ION y está detrás del PO.[6]
  - El DAO recibe señales de la médula espinal y de los núcleos de la columna dorsal.[6]
  - El DAO hace sinapsis con el vermis.[6]

## Función

### Coordinación motora y aprendizaje
Los estudios en pacientes revelaron la conexión entre el núcleo olivar inferior (ION) y el cerebelo. Las lesiones en el ION afectan a la capacidad de aprendizaje de la motricidad de alto nivel, como la realización de un tiro en suspensión. Investigaciones posteriores de la neuroanatomía confirmaron la íntima conexión entre el ION y el cerebelo en la coordinación motora y el aprendizaje.
El ION envía señales al cerebelo basándose en la información enviada desde el tracto espino-olivar. La regulación que sigue a este punto es muy debatida. La hipótesis original sobre cómo influía el ION en el cerebelo implicaba una depresión a largo plazo (LTD). En este escenario, los núcleos cerebelosos profundos envían una proyección de GABA para inhibir el ION. Estudios más recientes sugieren que la codificación del momento de la entrada sensorial es el componente clave de estas conexiones. El ION envía señales a través de diferentes grupos celulares. Estas señales varían en localización y en paquetes de frecuencia y parecen incoherentes. Sin embargo, el patrón temporal de estas señales es coherente. Por lo tanto, la investigación en curso sobre el aprendizaje motor está investigando cómo se desarrollan estas señales temporales y su papel en el aprendizaje motor. 

### Esteroidogénesis
El núcleo olivar inferior (ION) expresa enzimas clave implicadas en la esteroidogénesis necesaria para la neuroprotección y el mantenimiento. La más crucial de estas enzimas es la aromatasa, que es la enzima necesaria para la conversión de testosterona en estradiol. Sin aromatasa, el ION es incapaz de producir estradiol y no puede recuperarse adecuadamente de una lesión.

## Importancia clínica
Dado que el núcleo olivar inferior (ION) está estrechamente asociado con el cerebelo, las lesiones en el ION o en el cerebelo provocan la degeneración del otro. Se sabe poco sobre las lesiones del núcleo olivar inferior (ION ) independientes del cerebelo. Hasta la fecha, el único trastorno conocido que afecta específicamente al ION  es una forma extremadamente rara de degeneración denominada degeneración olivar hipertrófica (DOH).
Aunque el ION no suele investigarse por sí solo, se ha identificado degeneración en el ION en trastornos que suelen asociarse con el cerebelo. Estos trastornos incluyen la parálisis supranuclear, la enfermedad de Leigh, y la SCA6, y hay varios más. Todos estos trastornos afectan a la coordinación motora. También se cree que la disfunción del ION desempeña un papel central en la etiología del temblor esencial, aunque esta idea no está aceptada universalmente.

## Imágenes adicionales

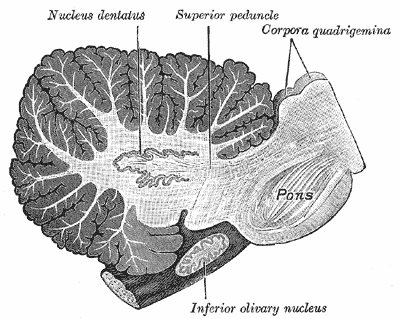
Corte sagital del hemisferio cerebeloso derecho. La oliva derecha también se ha cortado sagitalmente.